# Sacro Catino

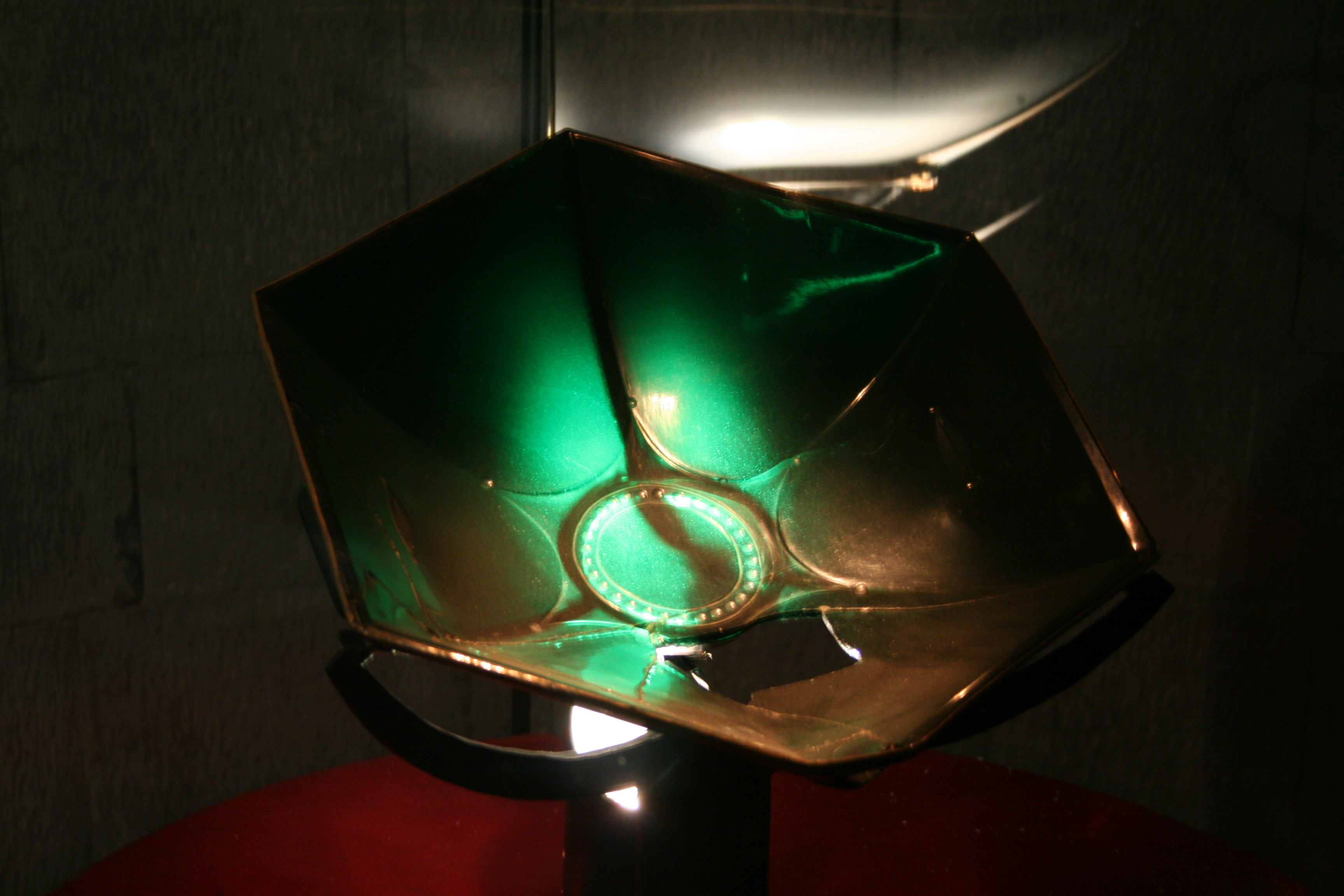
Le Sacro Catino

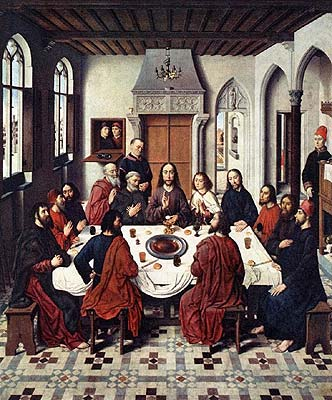
La Cène par Dirk Bouts (1467)

Le Sacro Catino (« bassine sacrée » en italien) est un plat, exposé actuellement à la cathédrale Saint-Laurent de Gênes, qui passait pour être en émeraude et pour avoir été offert par la Reine de Saba à Salomon et avoir servi lors de la Cène.
Il est  en verre coloré vert, de forme hexagonale d'une cinquantaine de centimètres de diamètre. 
Selon l'Histoire d'Outremer de Guillaume de Tyr  (vers 1170)  les Génois la choisirent  comme butin dans une mosquée lors du sac de Césarée  par les croisés en 1101.  Une chronique espagnole  raconte qu'il fut pris en 1147  à Almeria lors de la prise de la ville par Alphonse VII avec l'aide des Génois, qui la prirent en guise de paiement.
Son identification avec le Graal doit s'être faite après les textes de  Robert de Boron et le milieu du XIIIe siècle, quand il fut généralement considéré comme une coupe ou un calice. Jacques de Voragine dans sa Chronique de Gênes (Chronicon januense, fin du XIIIe siècle)  dit que Jésus et ses disciples mangèrent dans un plat d'or ou d'émeraude lors de la Cène, et que, selon certains livres anglais, Nicodème utilisa pour recueillir le sang du Christ, un vase d'émeraude appelé Sangraal.

## À Gènes
Le Sacro Catino était autrefois gardé dans une armoire de fer de la sacristie dont le doyen seul avait la clef et on ne l'exposait aux regards qu'une fois l'an, placé dans un endroit élevé tenu par un prélat élevé par un cordon ; autour étaient rangés les chevaliers Clavigeri auxquels la garde en était confiée. Une loi de 1476 punissait même de mort dans certains cas ceux qui toucheraient le Sacro Catino avec de l'or, de l'argent, des pierres, du corail, ou quelque autre matière, Afin disait cette loi d'empêcher les curieux et les incrédules de faire un examen pendant lequel le Catino eût pu souffrir quelque atteinte ou même être cassé ce qui se serait avéré une perte irréparable pour la république de Gênes.
Jean Danton, l'historiographe de Louis XII en fit une description en 1501 dans sa « Vie de Louis XII deuxième partie chapitre XXI » comme l'ayant vu :

« Ce très précieux vaisseau est une émeraude entaillée en manière d'un grand plat en largeur de deux palmes d'un si beau vert que toute émeraude mise auprès en est obscurcie et contient en rond au-dessus du plus large six palmes en quadrature au fond dudit plat est un autre petit rond fait au compas selon la proportion de sa grandeur et dès le bord de ce rond jusqu'au bout du plat sont six quarrures faites à la ligne et pour soutenir ce plat au-dessous sont deux anses de même pierre assez larges pour passer la main d'un homme et d'un travail merveilleux aussi dit-on que Jésus Christ au jour de sa cène le fit lui-même d'un peu d'argile. Ce trésor d'inestimable prix est soigneusement gardé dans le sacraire du grand dôme de Saint Laurent de Gènes. »

## En France pendant le consulat
Durant la campagne d'Italie menée par Napoléon Bonaparte, il fut dérobé à la cathédrale et emmené à Paris en 1809, où il fut étudié par une commission de l'Académie des sciences de l'Institut de France qui conclut qu'il était fait en verre coloré (cristal byzantin[réf. souhaitée]) et non pas en émeraude. Il fut alors conservé au cabinet des antiques.

## À Gènes de nouveau
Il fut cassé lorsqu'il fut  rendu après la défaite de Napoléon et un morceau même fut perdu dans le trajet de Turin à Gênes. Il est exposé à la cathédrale Saint-Laurent de Gênes.

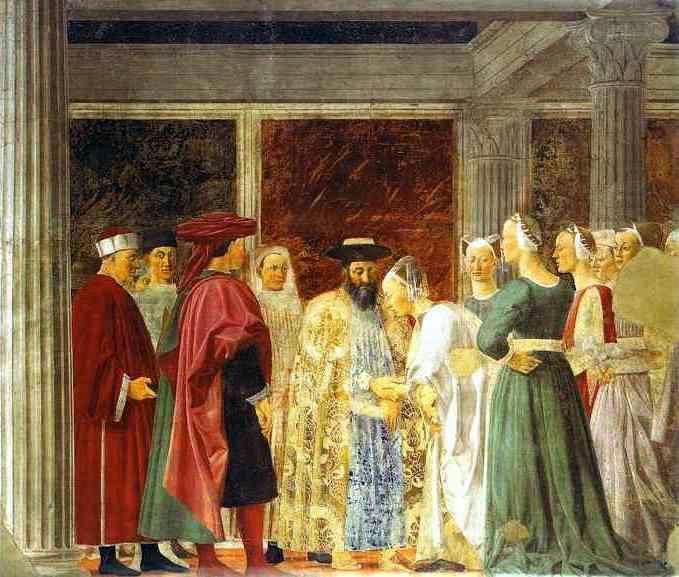
Salomon et la reine de Saba par Piero della Francesca (v. 1452-1466)